# Amphipoliszi Nümphodórosz
Amphipoliszi Nümphodórosz (Kr. e. 2. század) görög író

## Élete
Életéről mindössze annyit tudunk, hogy Amphipoliszból származott. Korabeli források egyetlen, „Peri nomomón barbarikón" című grammatikai művét említik. A munka nem maradt fenn.